# یوسف برکات
یوسف برکات (عربی: يوسف سمعان بركات؛ زادهٔ ۹ دسامبر ۱۹۷۴) بازیکن فوتبال اهل لبنان بود.
وی همچنین در تیم ملی فوتبال لبنان بازی کرده‌است.